# Райоль-Канадель-сюр-Мер
Райоль-Канадель-сюр-Мер (фр. Rayol-Canadel-sur-Mer) — коммуна на юго-востоке Франции в регионе Прованс — Альпы — Лазурный берег, департамент Вар, округ Драгиньян, кантон Ла-Кро.
Площадь коммуны — 6,83 км², население — 583 человека (2006) с тенденцией к росту: 714 человек (2012), плотность населения — 105,0 чел/км².

## Географическое положение
Коммуна расположена на Лазурном берегу Средиземного моря, у подножия горного массива Мор, между нынешними коммунами Ле-Лаванду на западе и Кавалер-сюр-Мер на востоке. Согласно административно территориальному делению Франции коммуна Райоль-Канадель-сюр-Мер входила в состав кантона Сен-Тропе округа Драгиньян, а с 2015 года — кантона Ла-Кро (округ Драгиньян).

## История
Вплоть до начала XX века территории Райоль-Канадель-сюр-Мер были практически полностью покрыты лесами, здесь находились лишь несколько пастушеских хижин. Только в 1925 году здесь начинается строительство и обустройство морского курорта. В 1949 году коммуна Райоль-Канадель-сюр-Мер выделена из состава коммуны Ла-Моль.
В центре территории коммуны Райоль-Канадель-сюр-Мер находится охраняемый государством оригинальный природный объект — парк Домен-дю-Райоль.

## Население
Население коммуны в 2011 году составляло — 718 человек, а в 2012 году — 714 человек.
| 1962 | 1968 | 1975 | 1982 | 1990 | 1999 | 2005 | 2006 | 2008 | 2010 | 2011 | 2012 |
| ---- | ---- | ---- | ---- | ---- | ---- | ---- | ---- | ---- | ---- | ---- | ---- |
| 456  | 613  | 846  | 868  | 871  | 700  | 508  | 583  | 630  | 727  | 718  | 714  |

Динамика населения:

## Известные персоналии
- Генри Ройс (1863—1933), британский автоконструктор, один из создателей корпорации Rolls-Royce, жил в Райоль-Канадель
- Жак Ширак (*1932), президент Франции и мэр Парижа, в годы Второй мировой войны проживал в Райоль-Канадель
- Саша Дистель (1933−2004), французский актёр и певец русского происхождения, умер в Райоль-Канадель.
- Шарль Кеклен (1867—1950), французский композитор и педагог, скончался здесь.

## Экономика
В 2010 году из 439 человек трудоспособного возраста (от 15 до 64 лет) 326 были экономически активными, 113 — неактивными (показатель активности 74,3 %, в 1999 году — 65,9 %). Из 326 активных трудоспособных жителей работали 287 человек (147 мужчин и 140 женщин), 39 числились безработными (20 мужчин и 19 женщин). Среди 113 трудоспособных неактивных граждан 26 были учениками либо студентами, 47 — пенсионерами, а ещё 40 — были неактивны в силу других причин.
На протяжении 2010 года в коммуне числилось 352 облагаемых налогом домохозяйства, в которых проживало 746,5 человек. При этом медиана доходов составила 22 тысячи 984 евро на одного налогоплательщика.